# Đèo Hạ My
Đèo Hạ My nằm trên quốc lộ 279 ở vùng giáp ranh xã Dương Hưu, tỉnh Bắc Ninh và xã Quảng La, tỉnh Quảng Ninh, Việt Nam.

## Vị trí
Đèo Hạ My trên quốc lộ 279 vượt qua núi Hạ My ở vùng giáp ranh xã Dương Hưu, tỉnh Bắc Ninh và xã Quảng La, tỉnh Quảng Ninh.
Đỉnh đèo có độ cao trên 410 m, chạy qua yên ngựa giữa các núi cao trên 600 m.